# ジョン・プロビー (初代カリスフォート伯爵)
初代カリスフォート伯爵ジョン・ジョシュア・プロビー（英語: John Joshua Proby, 1st Earl of Carysfort KP PC PC (Ire) FRS FSA、1751年8月12日 – 1828年4月7日）は、アイルランド王国出身の貴族、政治家。ホイッグ党所属。

## 生涯

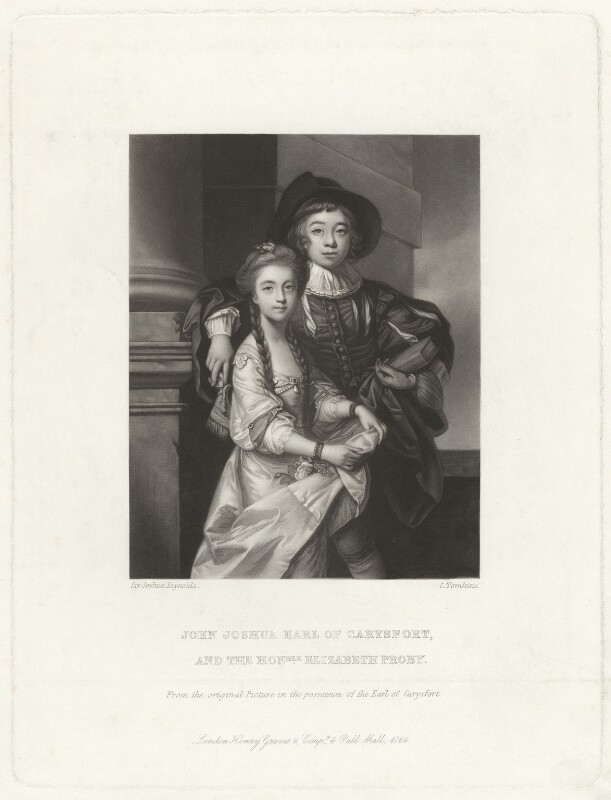
初代カリスフォート伯爵と妹エリザベス。1866年出版、原作1765年。

初代カリスフォート男爵ジョン・プロビーとエリザベス・アレン（Elizabeth Allen、1722年7月19日洗礼 – 1783年3月、第2代アレン子爵ジョシュア・アレンの息子として、1751年8月12日に生まれた。1764年頃から1767年頃までウェストミンスター・スクールで教育を受けた後、1767年12月21日にケンブリッジ大学トリニティ・カレッジに入学、1771年にM.A.の学位を修得した。
1772年10月18日に父が死去すると、カリスフォート男爵位を継承、1773年10月12日にアイルランド貴族院議員に就任した。就任してすぐ、貴族院で有名な演説家になり、1777年12月にアイルランドからの食料輸出の禁輸に反対するなどヘンリー・グラタンとともに野党の立場にあったが、1784年2月5日に聖パトリック勲章を授与された。しかし、第1次小ピット内閣期のアイルランド総督である第4代ラトランド公爵チャールズ・マナーズと初代バッキンガム侯爵ジョージ・ニュージェント＝テンプル＝グレンヴィル（それぞれ1784年 – 1787年、1787年 – 1789年に在任）を支持、その褒賞として、1789年8月14日に第2代グランドア伯爵ジョン・クロスビーと共同でアイルランド大法官府裁判所記録長官に任命され、8月20日にアイルランド貴族であるカリスフォート伯爵に叙された。同年9月26日にはアイルランド枢密院の枢密顧問官に任命された。
1770年代よりグレートブリテン庶民院への進出を目指しており、1774年イギリス総選挙ではハンティンドンシャー選挙区からの出馬を、1780年イギリス総選挙ではケンブリッジ大学選挙区からの出馬を検討したが、いずれも当選の見込みが薄く、最終的には出馬しなかった。そして、1790年2月にバッキンガム侯爵の尽力によりイースト・ルー選挙区の補欠選挙で当選したが、わずか数か月後の6月に1790年イギリス総選挙が行われた。1790年の総選挙では再びハンティンドンシャー選挙区からの出馬を検討したが、これは第5代サンドウィッチ伯爵ジョン・モンタギューとの争いを意味し、サンドウィッチ伯爵の友人ヘンリー・セシル（後の初代エクセター侯爵。このときはスタンフォード選挙区選出の庶民院議員）はちょうど離婚のために再選を目指さないことになり、カリスフォート伯爵がハンティンドンシャー選挙区でサンドウィッチ伯爵と争わない代償としてスタンフォード選挙区の議席を譲った。1791年4月にウィリアム・ウィルバーフォースが提出した奴隷貿易廃止動議に賛成、同4月にスコットランドにおける審査法廃止に反対した。1793年2月18日、ノーサンプトンシャー副統監の1人に任命された。1798年アイルランド反乱の時期にはアイルランドに滞在し、同年8月に合同への支持を表明した。その褒賞としてグレートブリテン貴族院での議席（グレートブリテン貴族への叙爵）を求め、アイルランド総督の初代コーンウォリス侯爵チャールズ・コーンウォリス（在任：1798年 – 1801年）もそれを許諾した。その後、カリスフォート伯爵は1800年4月にアイルランド王国とグレートブリテン王国の合同に賛成する演説をして、1801年1月21日に連合王国貴族であるハンティンドンシャーにおけるハンドレッド・オブ・ノーマン・クロスのカリスフォート男爵に叙された。
1779年2月4日に王立協会フェローに選出され、1804年5月17日にロンドン考古協会フェローに選出された。
1800年5月24日に在プロイセンイギリス特命全権公使に任命され、以降1802年10月まで務めたのち、帰国して11月27日に連合王国貴族院に初登院した。1805年1月に第2次小ピット内閣の外交政策を攻撃した。その後、初代グレンヴィル男爵ウィリアム・グレンヴィル率いる挙国人材内閣が成立すると、1806年2月12日に連合王国枢密院の枢密顧問官に任命され、2月20日に郵政長官に、6月18日に商務庁委員に、7月16日にインド庁委員に任命されたが、翌年に第2次ポートランド公爵内閣が成立すると郵政長官、商務庁委員、インド庁委員を辞任した。
1810年7月3日にオックスフォード大学によりD.C.L.の名誉学位を授与され、1811年7月1日にケンブリッジ大学によりLL.D.の名誉学位を授与された。
1819年11月23日の貴族院における演説を最後に政界から引退した。1828年4月7日にメイフェアのアッパー・グロヴナー・ストリートで死去、息子ジョンが爵位を継承した。

## 著作
- Thoughts on the Constitution, with a view to the proposed Reform in the Representation of the People and Duration of Parliaments（1783年にロンドンで出版、八折り判）[4] - 議会改革に関するパンフレット[3]
- The Revenge of Guendolen（1780年頃、八折り判） - 詩作、匿名出版[4]
- Polyxena（1798年にロンドンで出版、八折り判） - 5幕構成の悲劇[4]
- Dramatic and Narrative Poems（1810年にロンドンで出版、八折り判、2巻） - 詩作[4]
- An Essay on the proper Temper of the Mind towards God: addressed by the Earl of Carysfort to his Children. To which is added a Dissertation on the Example of Christ（1817年にロンドンで出版、十二折り判）[4]

## 家族
1774年3月19日、エリザベス・オズボーン（Elizabeth Osborne、1783年11月没、第8代準男爵サー・ウィリアム・オズボーンの娘）と結婚、3男2女をもうけた。
- ウィリアム・アレン（英語版）（1779年 – 1804年8月6日） - 庶民院議員[17][18]
- ジョン（英語版）（1780年 – 1855年6月11日） - 第2代カリスフォート伯爵[18]
- ガートルード（Gertrude、1782年3月14日 – 1835年[18]）
- グランヴィル・ルーソン（英語版）（1783年 – 1868年11月3日） - 第3代カリスフォート伯爵[18]

1787年4月12日、エリザベス・グレンヴィル（Elizabeth Grenville、1756年10月24日 – 1842年12月21日、首相ジョージ・グレンヴィルの娘）と再婚、1男3女をもうけた。
- シャーロット（1788年2月10日 – 1860年1月23日[18]）
- フランシス（1789年3月13日 – 1855年3月24日[18]）
- ジョージ（1790年11月24日 – 1791年4月19日[18]）
- エリザベス（1792年4月19日 – 1869年10月17日） - 1816年2月2日、ウィリアム・ウェルズ海軍大佐（William Wells、1826年8月3日没）と結婚、子供あり[17][18]